# 2519 Annagerman
2519 Annagerman је астероид главног астероидног појаса чија средња удаљеност од Сунца износи 3,139 астрономских јединица (АЈ).
Апсолутна магнитуда астероида је 11,3.